# جاك شورت
جاك شورت (بالإنجليزية: Jack Short)‏ (18 فبراير 1928 في المملكة المتحدة - 10 أكتوبر 1976 ببارنسلي في المملكة المتحدة) هو لاعب كرة قدم بريطاني في مركز الدفاع. لعب مع ستوك سيتي ونادي بارنسلي ووولفرهامبتون واندررز.

## وصلات خارجية
- جاك شورت على موقع قاعدة بيانات كرة القدم.إي يو (الإنجليزية)
- جاك شورت على موقع عالم كرة القدم.نت (الإنجليزية)